# Bodilus amabilis
Bodilus amabilis är en skalbaggsart som beskrevs av Karl Henrik Boheman 1857. Bodilus amabilis ingår i släktet Bodilus och familjen Aphodiidae. Inga underarter finns listade.